# Acompáñame (pel·lícula)
|  | Per a altres significats, vegeu «Acompáñame». |

Acompáñame és una pel·lícula musical espanyola de 5 d'agost de 1966 protagonitzada per Rocío Dúrcal, Enrique Guzmán i Amàlia de Isaura i dirigida per Luis César Amadori.

## Argument
Eduvigis (Amalia de Isaura) és una anciana senyora que viu a Madrid i atreu la mala sort sobretot aquell a qui mira amb unes ulleres que li va regalar el seu difunt marit fetes amb cristalls d'una tomba egípcia. Per a arreglar la venda d'una casa obtinguda d'una herència, ha de traslladar-se fins a les Illes Canàries, i per a això posa un anunci en un periòdic sol·licitant una assistent que l'acompanyi i un xofer que condueixi el seu cotxe.
A l'anunci contesten Mercedes (Rocío Dúrcal), una noia que viu i treballa en un museu de Madrid, i Tony (Enrique Guzmán), un estudiant mexicà en un col·legi major a Madrid que acaba d'iniciar les vacances d'estiu. L'un i l'altre no aconsegueixen congeniar en absolut, però tots dos són contractats per a realitzar el viatge amb Eduvigis. En arribar a Tenerife, Mercedes i Tony descobreixen que la casa val molt més del que aparenta i del que li volen pagar a Eduvigis.

## Repartiment
- Rocío Dúrcal	...	Mercedes
- Enrique Guzmán	...	Tony
- Amàlia de Isaura	...	Eduvigis
- Jesús Tordesillas	...	Pantaleón
- Paquito Cano	...	Genaro
- Laly Soldevila	...	Criada
- José María Caffarel…	Profesor

## Temes musicals
- El diplodocus, per Rocío Dúrcal.[cal citació]
- Una chica formal, per Enrique Guzmán.
- Todo es mío, per Rocío Dúrcal.
- Teren, ten, ten, per Los Beatles de Cádiz, Rocío Dúrcal i Amalia de Isaura.
- Tan cerca, per Enrique Guzmán.
- Canción canaria, per Rocío Dúrcal i Enrique Guzmán.
- Saeta, per Rocío Dúrcal.
- Corazón de trampolín, per Rocío Dúrcal.
- charleston, per Amalia de Isaura.
- Jotas, per Rocío Dúrcal.
- Acompáñame, por Rocío Dúrcal i Enrique Guzmán.

En la versió discogràfica, en els temes Canción Canaria i Acompáñame, Enrique Guzmán va ser substituït per Jaime Morey. El tema Una chica formal va ser gravat per Rocío Dúrcal com Un muchacho formal.

## Premis
Als Premis del Sindicat Nacional de l'Espectacle de 1966 Amàlia de Isaura va rebre el premi a la millor actriu principal.